# Eurhynchium macroneuron
Eurhynchium macroneuron là một loài rêu trong họ Brachytheciaceae. Loài này được Grout H.A. Crum mô tả khoa học đầu tiên năm 1969.